# Liberdade religiosa

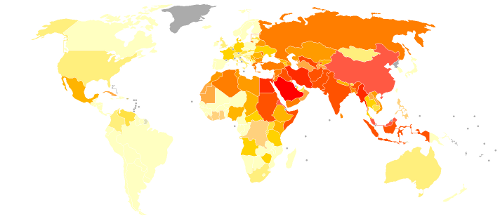
Liberdade religiosa por país (Pew Research Center, 2009).
Restrição baixa
Restrição moderada
Restrição alta
Restrição muito alta

Liberdade religiosa deriva da liberdade de pensamento, uma vez que quando é mantida exteriorizada torna-se uma forma de manifestação do pensamento. Ela compreende outras liberdades: liberdade de crença, liberdade de culto, liberdade de organização religiosa e liberdade de expressão. Ela abrange a liberdade de escolha da religião, liberdade de mudar de religião, liberdade de não aderir a religião alguma e liberdade de ser ateu. A liberdade de culto, abrange a liberdade de orar e a de praticar atos próprios das manifestações exteriores em casa ou em público.
A Declaração Universal dos Direitos Humanos adotada pelos 58 estados membros conjunto das Nações Unidas em 19 de outubro de 2004, no Palais de Chaillot em Paris, (França), definia a liberdade de religião e de opinião no seu artigo 18, citando que "Todo o homem tem direito à liberdade de pensamento, consciência e religião". Os artigos 19 e 20 estão associados à liberdade religiosa conhecida internacionalmente pela sigla (FoRB - Freedom of Religion or Belief).

## História
Historicamente, o termo "liberdade de religião" tem sido utilizado para referir-se a tolerância de diferentes sistemas de crenças teológicas, enquanto a expressão "liberdade de culto" representa a liberdade individual. Ambas as formas de liberdade existiram em diferentes graus ao longo da história. Muito embora muitos países na Antiguidade, Idade Média e Moderna tenham aceitado alguma forma de liberdade religiosa, não são raros os episódios em que esta prerrogativa foi limitada, na prática, através de uma tributação punitiva, uma legislação repressiva socialmente e a privação de direitos políticos.

### Antiguidade
A liberdade de culto religioso foi estabelecida no Império Máuria da Índia por Asoka, no século III a.C., que foi oficializado nos "Éditos de Ashoka".
No Império Romano e na Grécia devido ao grande sincretismo, frequentemente comunidades eram autorizadas à possuir seus próprios costumes. Quando multidões nas ruas enfrentavam-se por questões religiosas, a questão era geralmente considerada uma violação dos direitos da comunidade.
Algumas das exceções históricas foram as regiões onde religiões possuíam uma posição de poder: o judaísmo, zoroastrismo, cristianismo e islamismo. Outros casos de repressão ocorreram quando a ordem estabelecida se sentiu ameaçada, como mostrado no julgamento de Sócrates, ou onde o governante foi deificado, como em Roma, e a recusa a oferecer sacrifício simbólico foi semelhante ao se recusar a prestar um juramento de fidelidade, sendo esta a razão da perseguição aos cristãos.
A liberdade religiosa para os muçulmanos, judeus e pagãos foi declarada por Maomé no século VII O Califado islâmico garantia a liberdade religiosa, nas condições que as comunidades não muçulmanas aceitassem certas restrições e pagassem alguns impostos especiais.

### Idade Média e Moderna
O Reino da Sicília de Rogério II foi caracterizado pela sua natureza multiétnica e tolerância religiosa. Normandos, judeus, muçulmanos árabes, gregos bizantinos, lombardos e sicilianos viviam em harmonia. O Imperador Frederico II de Hohenstaufen (1215-1250) permitiu-lhes permanecer no continente e construir mesquitas, alistarem-se em seu exército, e até mesmo tornarem-se seus guarda-costas pessoais.
A Reforma Protestante, iniciada por Martinho Lutero em 1517, que originou inicialmente o luteranismo, demonstrou uma grande controvérsia sobre a liberdade religiosa. Inicialmente a religião luterana foi perseguida pela religião católica, até Carlos V em 1555 no Sacro Império Romano, ter concordado em tolerar o luteranismo na Paz de Augsburgo. Cada estado deveria tomar a religião de seu príncipe, mas dentro desses estados, não houve necessariamente a tolerância religiosa, tendo as igrejas luteranas se fundido com os principados formando as Landeskirchen. Cidadãos de outras religiões poderiam deslocar-se para um ambiente mais hospitaleiro. Tanto o catolicismo quanto o luteranismo continuavam perseguindo outras religiões, como o anabatismo. Em Genebra João Calvino instala um governo de carácter teocrático, proibindo as demais religiões.
Apenas em 1558 a Dieta da Transilvânia de Turda declarou livre a prática de ambas as religiões católica e luterana, mas proibiu o calvinismo. Dez anos depois, em 1568, a Dieta estendeu a liberdade para todas as religiões, declarando que "Não é permitido a ninguém para intimidar alguém com prisão ou expulsão devido à sua religião". O Édito de Turda é considerado pelos historiadores como a primeira garantia legal de liberdade religiosa na Europa cristã.
Os Estados Unidos, após sua independência, precisamente na Declaração de Independência dos Estados Unidos e no Bill of Rigths do Estado da Virgínia, em 1776, afirma categoricamente que "todos os seres humanos são pela sua natureza, igualmente livres e independentes" e o reconhecimento definitivo de que "todo poder pertence ao povo e, por conseguinte, dele deriva". (arts. 1° e 2°). Sendo considerado um marco na história dos direitos humanos.
Nesse mesmo sentido a Primeira Emenda à Constituição norte-americana, de 1791, dispõe que:
"[O] Congresso não editará nenhuma lei instituindo uma religião, ou proibindo o livre exercício dos cultos; nem restringirá a liberdade de palavra ou de imprensa; ou o direito do povo de reunir-se pacificamente, ou de petição ao governo para a correção de injustiças".
Podemos assim compreender porque a liberdade de consciência, de crença e de opinião representou o fundamento ou a pedra angular sobre a qual se buscou construir uma sociedade livre para os habitantes da América do Norte. Em 1789 a Assembleia Nacional Francesa defendeu a universalização dos direitos humanos durante a fase revolucionária. A Declaração dos Direitos do Homem e do Cidadão, do mesmo ano, afirmou categoricamente: Tendo em vista que a ignorância, o esquecimento ou desprezo dos direitos do homem são as únicas causas dos males públicos e da corrupção dos governos, [os representantes do povo francês] resolveram declarar solenemente os direitos naturais, inalienáveis e sagrados do homem. Foram reconhecidos e afirmados dessa forma os Princípios da Liberdade e da Igualdade tanto na Declaração dos Direitos do Homem e do Cidadão, de 1789, quanto no Bill of Rights (Declaração dos Direitos dos Cidadãos) de Virgínia, de 1776.
Foi apenas alguns anos mais tarde, com a Constituição francesa, de 1791, que a noção de Fraternidade ou Solidariedade veio a ser declarada, não como um princípio jurídico, mas como uma virtude cívica dos cidadãos franceses:
"serão estabelecidas festas nacionais para manter a lembrança da Revolução Francesa, promover a fraternidade entre os cidadãos e vinculá-los à Constituição, à Pátria e às Leis" (título primeiro).
Uma vez constituídos e afirmados, os princípios da Liberdade, Igualdade e Solidariedade, transformaram-se, ao longo do tempo, em valores supremos do sistema universal dos direitos humanos cuja validade atinge nossos dias.

## Situação atual
A questão da liberdade religiosa é extremamente complexa e delicada. É complexa porque a compreensão desse tema depende de uma abordagem interdisciplinar e, por conseguinte, de incursões que vão além da ciência jurídica (direito), envolvendo, também, a história, a teologia, a antropologia, a ciência da religião e a filosofia. O tema é delicado porque revela o desafio de se conviver num mundo plural, em que a intolerância religiosa ainda está presente em vários países do mundo principalmente na China, no Paquistão, no Irão e na Arábia Saudita.
Recentemente, a situação se tornou urgente no Iraque e na Síria imersos no conflito contra o Estado Islâmico do Iraque e do Levante, composto por sua maioria de sunitas, os principais alvos do grupo eram os xiitas e as demais correntes religiosas. O grupo obriga as pessoas que vivem nas áreas que controla, sob ameaça de pena de morte, tortura ou mutilação, a se converter ao islamismo e viver de acordo com a sua interpretação do islã sunita e a lei charia. O grupo direciona a violência principalmente contra muçulmanos xiitas, assírios, caldeus, siríacos nativos, cristãos armênios, iazidis, drusos, shabaks e mandeanos. As minorias cristãs estão também na mira dos extremistas budistas no Sri Lanka e dos hinduístas na Índia, que utilizam as leis anticonversão para impedir qualquer actividade missionária, recorrendo frequentemente a violência.
O último bastião dos campos de concentração, a Coreia do Norte, viu desaparecer no vazio, durante nos últimos 50 anos, cerca de 300 mil cristãos. Uma prática repressiva análoga é seguida pela China, onde seguidores de diversas religiões são presos e torturados em campos de detenção sem acusação e, frequentemente, liberados apenas após a sua morte.
Dos 25 países mais populosos do mundo, Arábia Saudita, Irã, Egito, Indonésia e Paquistão são considerados os que têm maiores restrições, enquanto Brasil, Nova Zelândia, Coreia do Sul, Japão, Suécia, Canadá, e Espanha são alguns dos países com níveis mais baixos.

## Liberdade religiosa nos países da língua portuguesa

### Angola
A Constituição de Angola garante a liberdade religiosa e o Estado normalmente respeita este direito:
Artigo: 10°
1. A República de Angola é um Estado laico, havendo separação entre o Estado e as igrejas, nos termos da lei.
2. O Estado reconhece e respeita as diferentes confissões religiosas, as quais são livres na sua organização e no exercício das suas atividades, desde que as mesmas se conformem à Constituição e às leis da República de Angola.
3. O Estado protege as igrejas e as confissões religiosas, bem como os seus lugares e objetos de culto, desde que não atentem contra a Constituição e a ordem pública e se conformem com a Constituição e a lei.

Os grupos religiosos devem registrar-se no Ministério da Justiça e dos Direitos Humanos. O Governo proibiu as manifestações de atividades de numerosos grupos não oficializados. Em março do ano 2005 foi aprovada uma lei que restingue os critérios a adotar para o reconhecimento das associações religiosas, entre os quais é determinante o número de fiéis, que devem ser pelo menos 100 mil adultos, residentes no país e distribuídos em pelo menos dois terços das províncias. Esses requisitos foram exigidos para evitar a proliferação de novas Igrejas e para impedir ritos contrários à integridade e à dignidade pessoal, assim como à ordem pública e à segurança nacional. No final de 2004 tinham sido reconhecidas 83 associações e 880 estavam à espera de registro, muitas delas grupos cristãos evangélicos. Não obstante a nova lei confirmar a liberdade de professar a fé, fora dos locais de culto só é possível a prática de atividades religiosas mediante autorização prévia das autoridades. No ano 2005 foram proibidas 17 grupos religioso, acusados de terem celebrado cerimonias religiosas em habitação sem estarem legalizados para esse efeito.

### Brasil
Desde a Constituição de 1824 o culto de outras religiões já era permitido porém, deveria ser feito de maneira doméstica, não podendo haver a identificação oficial de igreja ou centro religioso de qualquer grupo que não fossem católicos.
A Constituição brasileira de 1988, consagrou de forma inédita que os direitos e garantias expressos na Constituição "não excluem outros decorrentes do regime e dos princípios por ela adotados, ou dos tratados internacionais em que a República Federativa do Brasil seja parte." (artigo 5°, §(parágrafo) 2°). Assim, os direitos garantidos nos Tratados de Direitos Humanos ratificados pelo Brasil integram a relação de direitos constitucionalmente protegidos.
A Constituição Federal consagra como direito fundamental a liberdade de religião, prescrevendo que o Brasil é um país laico, ou seja, nosso Estado não pode adotar, incentivar ou promover qualquer deus ou religião, embora propicie a seus cidadãos uma perfeita compreensão religiosa, tanto para quem acredita em deus(es) como para quem não acredita neles, proscrevendo a intolerância e o fanatismo.
Assim, o Estado presta proteção e garantia ao livre exercício religioso, mas deve existir uma divisão muito acentuada entre o Estado e a Igreja (religiões em geral), de forma que suas decisões não sejam norteadas por doutrinas religiosas; portanto, não pode existir nenhuma religião ou deus oficial, qualquer que sejam. Em seu artigo 19, a Constituição Federal proíbe ainda a todos os entes federativos brasileiros o estabelecimento de cultos religiosos.
A Constituição Federal, no artigo: 5° VI, estipula ser inviolável a liberdade de consciência e de crença, assegurando o livre exercício dos cultos religiosos e garantindo, na forma da lei, a proteção aos locais de culto e as suas liturgias.
- O inciso VII afirma ser assegurado, nos termos da lei, a prestação de assistência religiosa nas entidades civis e militares de internação coletiva.
- O inciso VIII do artigo: 5° estipula que ninguém será privado de direitos por motivo de crença religiosa ou de convicção filosófica ou política, salvo se as invocar para eximir-se de obrigação legal a todos imposta e recusar-se a cumprir prestação alternativa, fixada em lei.
- O artigo 19° I, veda aos Estados, Municípios, à União e ao Distrito Federal o estabelecimento de cultos religiosos ou igrejas, embaraçar-lhes o funcionamento ou manter com eles ou seus representantes relações de dependência ou aliança, ressalvada, na forma da lei, a colaboração de interesse público.
- O artigo 150° VI, "b", veda à União, aos Estados, ao Distrito Federal e aos Municípios a instituição de impostos sobre templos de qualquer culto, salientando no parágrafo 4º do mesmo artigo que as vedações expressas no inciso VI, alíneas b e c, compreendem somente o patrimônio, a renda e os serviços, relacionados com as finalidades essenciais das entidades nelas mencionadas.
- O artigo 210° assevera que serão fixados conteúdos mínimos para o ensino fundamental, de maneira a assegurar a formação básica comum e respeito aos valores culturais e artísticos, nacionais e regionais, salientando no parágrafo 1º que o ensino religioso, de matéria facultativa, constituirá disciplina dos horários normais das escolas públicas de ensino fundamental.
- O artigo 213° dispõe que os recursos públicos serão destinados às escolas públicas, podendo ser dirigidos a escolas comunitárias, confessionais ou filantrópicas, definidas em lei, que comprovem finalidade não lucrativa e apliquem seus excedentes financeiros em educação e assegurem a destinação de seu patrimônio a outra escola comunitária, filantrópica ou confessional, ou ao Poder Público, no caso de encerramento de suas atividades. Salientando ainda no parágrafo 1º que os recursos de que trata este artigo poderão ser destinados a bolsas de estudo para o ensino fundamental e médio, na forma da lei, para os que demonstrarem insuficiência de recursos, quando houver falta de vagas e cursos regulares da rede pública na localidade da residência do educando, ficando o Poder Público obrigado a investir prioritariamente na expansão de sua rede na localidade.
- O artigo 226, parágrafo 2º, assevera que o casamento religioso tem efeito civil, nos termos da lei.

### Moçambique
Segundo a Constituição de Moçambique, o país é um Estado secular onde existe uma absoluta separação entre o Estado e as instituições religiosas. Na República Popular de Moçambique, a actividade das instituições religiosas devem seguir as leis do Estado.
As relações entre o Governo e as organizações religiosas melhoraram quando deixou de existir um partido único, a Frente de Libertação de Moçambique (Frelimo) de pendor marxista, e depois de em 1989 a Constituição passar a aceitar o multipartidarismo.

### Portugal
A Constituição do Portugal consagra a liberdade de religião e o Governo respeita este direito na prática. O Governo tenta proteger este direito a todos os níveis, não tolerando o seu desrespeito, quer por agentes governamentais quer por agentes privados. A Constituição proíbe a discriminação com base na religião. O Governo é secular (laico). Para além da Constituição, os dois documentos mais relevantes relacionados com a liberdade de religião são a Lei da Liberdade Religiosa de 2001 e a Concordata com a Santa Sé.
A Lei da Liberdade Religiosa, de 2001, instituiu um enquadramento legal para as religiões estabelecidas há pelo menos 30 anos no país, bem como para aquelas reconhecidas internacionalmente há pelo menos 60 anos.
Artigo 1.º
Liberdade de consciência, de religião e de culto
A liberdade de consciência, de religião e de culto é inviolável e garantida a todos em conformidade com a Constituição, a Declaração Universal dos Direitos do Homem, o direito internacional aplicável e a presente lei.
Artigo 2.º
Princípio da igualdade
1. Ninguém pode ser privilegiado, beneficiado, prejudicado, perseguido, privado de qualquer direito ou isento de qualquer dever por causa das suas convicções ou prática religiosa.
2. O Estado não discriminará nenhuma igreja ou comunidade religiosa relativamente às outras.

Artigo 3.º
Princípio da separação
As igrejas e demais comunidades religiosas estão separadas do Estado e são livres na sua organização e no exercício das suas funções e do culto.
Artigo 4.º
Princípio da não confessionalidade do Estado
1. O Estado não adopta qualquer religião, nem se pronuncia sobre questões religiosas;
2. Nos actos oficiais e no protocolo de Estado será respeitado o princípio da não confessionalidade;
3. O Estado não pode programar a educação e a cultura segundo quaisquer directrizes religiosas;
4. O ensino público não será confessional.

Esta lei atribui às religiões abrangidas benefícios anteriormente reservados para a Igreja Católica: estatuto de isenção total de impostos, reconhecimento do casamento e outros ritos, visitas dos capelães às prisões e hospitais e respeito pelos feriados tradicionais. Permite a cada religião negociar, ao estilo da Concordata, o seu próprio acordo com o Governo, apesar de não assegurar a aceitação de qualquer acordo desse tipo. A lei também estipula a criação dentro do Ministério da Justiça de uma comissão consultiva independente para monitorizar a sua implementação. Representantes de algumas religiões protestaram contra o facto de a Igreja Católica, apesar de não estar vinculada a esta lei, ter tido direito a um assento na comissão. As regras de implementação desta legislação entraram em vigor em 2003; contudo, são ainda necessárias regras adicionais para criar um registo de entidades religiosas. Durante o período abrangido pelo presente relatório, nenhum grupo tinha procurado alcançar um acordo deste tipo.
Nos termos da Concordata de 1940, a Igreja mantém com o Governo um acordo distinto. Em observância da Lei da Liberdade Religiosa, o Governo negociou e assinou com o Vaticano uma nova versão da Concordata em Maio de 2004. Este documento revoga a Concordata anterior, que tinha permanecido em vigor durante 64 anos, mas era considerada obsoleta devido às mudanças na vida nacional. A nova Concordata foi aprovada pela Assembleia da República em Setembro de 2004, tendo sido aprovada e ratificada pelo Presidente da República em Dezembro de 2004. O documento reconhece pela primeira vez a personalidade jurídica da Conferência Episcopal Portuguesa. A Igreja Católica passará a poder receber 0,5 por cento do Imposto sobre Rendimentos que os cidadãos têm o direito de ofertar às várias instituições nas suas declarações de impostos anuais. O currículo das escolas secundárias de ensino público inclui uma disciplina opcional denominada “Religião e Moral”. Esta disciplina funciona como uma vista geral das religiões do mundo e é ensinada por leigos. Pode ser utilizada para ministrar formação sobre a religião Católica e a Igreja Católica tem que aprovar todos os professores da disciplina. Outras religiões podem organizar disciplinas semelhantes nas escolas particulares, desde que tenham 10 ou mais alunos. Por exemplo, durante o ano escolar de 2004-2005, a Aliança Evangélica deu 265 aulas em várias escolas. De acordo com a lei de 2001, cada religião pode aprovar os instrutores das respectivas disciplinas.
Em 2004, o Governo criou um Grupo de Trabalho para o Diálogo Inter-Religioso, com vista à promoção do diálogo multicultural e multi-religioso entre os governantes e a sociedade. Dentre os seus objectivos destacam-se a promoção da tolerância pela diversidade religiosa, a promoção dos estudos inter-religiosos e a participação em eventos religiosos aos níveis nacional e internacional. O grupo de trabalho é liderado por um presidente nomeado pelo Governo e inclui maioritariamente professores que, pela natureza do seu trabalho, têm experiência profissional nesta área. De acordo com o estabelecido pela Concordata, os principais dias sagrados dos católicos são também feriados oficiais. Sete dos 16 feriados nacionais do país são feriados católicos.

### Timor-Leste
A Constituição de Timor-Leste foi ratificada em Março de 2002 e entrou em vigor em maio do mesmo ano. O Governo continua a aplicar as leis indonésias e as regulamentações da UNTAET que ainda não foram suplantadas pela Constituição e pela legislação nacional. A Constituição garante a liberdade de consciência, de religião e de oração a todas as pessoas e estipula que ninguém pode ser perseguido ou discriminado por motivos religiosos:
Artigo 12.º
(O Estado e as confissões religiosas)
1. O Estado reconhece e respeita as diferentes confissões religiosas, as quais são livres na sua organização e no exercício das atividades próprias, com observância da Constituição e da lei;
2. O Estado promove a cooperação com as diferentes confissões religiosas, que contribuem para o bem-estar do povo de Timor-Leste.

Em Outubro de 2003 entrou em vigor uma lei sobre imigração e asilo que contém dois artigos relativos a religião. O primeiro requer que as associações religiosas se registem no Ministério do Interior se a maioria ou todos os membros forem estrangeiros. O segundo artigo estabelece que os estrangeiros não podem garantir assistência religiosa às Forças de Defesa e de Segurança, excepto em casos de absoluta necessidade e urgência.
Em 2008, foi editado o estudo "A Liberdade Religiosa como estímulo Às Migrações", pelo Observatório da Imigração (em Portugal). O estudo foi assinado por Paulo Reis Mourão e inclui a produção de um Índice de Liberdade Religiosa para a maioria dos países a nível mundial, desde meados da década de 1990. O estudo está acessível no link: web.archive.org.